# 3705 Hotellasilla
3705 Hotellasilla este un asteroid din centura principală, descoperit pe 4 martie 1984 de Henri Debehogne.